# Llanyblodwel
Llanyblodwel – wieś i civil parish w Anglii, w hrabstwie Shropshire, w dystrykcie (unitary authority) Shropshire. W 2011 roku civil parish liczyła 767 mieszkańców.